# 낙진 대피소

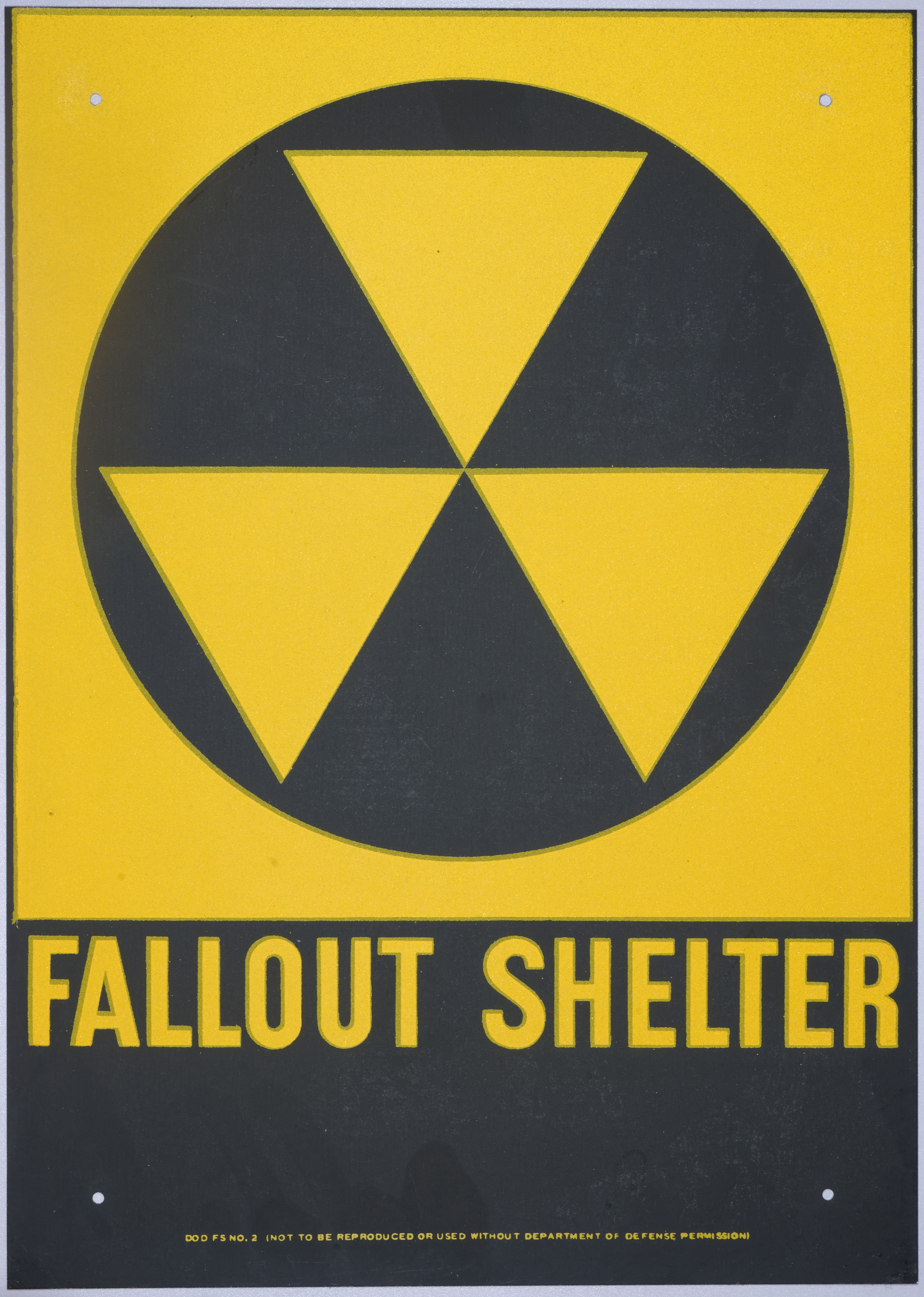
미국 육군 공병대에 의해 1961년 디자인된 미국의 낙진 대피소 표지판

낙진 대피소(落塵待避所) 또는 폴아웃 셸터(영어: fallout shelter)는 방사성 잔해나 핵폭발로 인한 낙진으로부터 거주자를 보호하기 위해 특별히 지정된 밀폐된 공간이다. 이러한 대피소는 냉전 기간 동안 민방위 조치로 건설되었다.
핵폭발 중에 생성된 불덩어리에서 기화된 물질은 폭발로 인한 중성자에 노출되어 흡수되어 방사성이 된다. 이 물질이 비에 응결되면 경석과 유사한 먼지와 가벼운 모래 물질이 형성된다. 낙진은 알파 및 베타 입자와 감마선을 방출한다.
이 고방사성 물질의 대부분은 땅으로 떨어지며, 가시선 내에 있는 모든 것이 방사선에 노출되어 심각한 위험이 된다. 낙진 대피소는 몇 주 또는 몇 달에 걸쳐 방사능이 더 안전한 수준으로 붕괴될 때까지 거주자가 유해한 낙진에 대한 노출을 최소화할 수 있도록 설계되었다.

## 같이 보기
- 엄폐호
- 핵분열 생성물
- 폴아웃 프로텍션
- 지휘 센터
- 소넨베르크 터널
- 생존주의
- 핵전쟁 생존 기술